# Брауш Нийман
Бреш Ниман (на английски: Ambraüsus 'Brausch' Niemann) е пилот от Формула 1. Роден е на 7 януари 1939 година в Дърбан, ЮАР.

## Формула 1
Бреш Ниман прави своя дебют във Формула 1 в Голямата награда на ЮАР през 1963 година. В световния шампионат записва 2 състезания, като не успява да спечели точки. Състезава се с частен Лотус.